# Ranunculus sphinx
Ranunculus sphinx är en ranunkelväxtart som beskrevs av T. Brodtbeck. Ranunculus sphinx ingår i släktet ranunkler, och familjen ranunkelväxter. Inga underarter finns listade i Catalogue of Life.